# 뉴스 카이도키
뉴스 카이도키(Newsかいドキ)는 NHK 고후 방송국에서 제작되어 방영되고 있는 저녁 뉴스 정보 프로그램이다. 

## 방송 소개
2017년 4월 3일 첫방송을 한 뉴스 카이토키(Newsかいドキ)는 퇴근 시간 고후시를 비롯한 야마나시현 지역의 뉴스와 정보를 전해주는 역할을 한다.

## 방송 시간
- 월 ~ 금 저녁 6시 10분 ~ 7시(50분)